# Spermwhale Ridge
Spermwhale Ridge är en bergstopp i Antarktis. Den ligger i Västantarktis. Argentina, Chile och Storbritannien gör anspråk på området. Toppen på Spermwhale Ridge är 800 meter över havet.
Terrängen runt Spermwhale Ridge är varierad. Trakten är obefolkad. Det finns inga samhällen i närheten.